# Уррутия, Мария Исабель
Мари́я Исабе́ль Уррутия Окоро́ (исп. María Isabel Urrutia Ocoró, род. 25 марта 1965 года, Канделария, Валье-дель-Каука, Колумбия) — колумбийская спортсменка, выступавшая как в лёгкой, так и тяжёлой атлетике. В 2000 году в Сиднее принесла Колумбии первую в истории золотую олимпийскую медаль, победив в соревнованиях тяжелоатлеток в категории до 75 кг. Чемпионка мира по тяжёлой атлетике, установила ряд мировых рекордов. Многократная победительница Южноамериканских и Боливарианских игр в толкании ядра и метании диска. В 2002—2010 годах была депутатом нижней палаты Конгресса Колумбии.

## Биография
Уже в юности Уррутия стала одной из лучших толкательниц ядра и метательниц диска в Южной Америке. В 1981 году она выиграла Боливарианские игры в метании диска и стала второй в толкании ядра. В 1982 году колумбийка выиграла обе дисциплины на Играх Южного креста. В 1987 году на чемпионате мира по лёгкой атлетике в Риме заняла 18-е место в квалификации в метании диска. В 1988 году Уррутия выступала на летних Олимпийских играх в Сеуле. В метании диска не сумела пробиться в финал, заняв 17-е место в квалификации и проиграв более 8,5 метров последней отобравшейся в финал. В толкании ядра колумбийка также выступила слабо: только 21-е место в квалификации (более трёх метров проигрыша последней прошедшей квалификацию).
С конца 1980-х годов, продолжая заниматься лёгкой атлетикой, Уррутия стала одной из ведущих тяжелоатлеток мира в тяжёлой весовой категории (до 1993 года ограничение по весу в этой категории составляло до 82,5 кг, а в 1993—1997 годах — до 83 кг). Мария выигрывала золото чемпионатов мира по сумме двух упражнений в 1990 и 1994 годах, в 1989, 1991, 1995 и 1997 годах она была второй, а в 1996 году заняла третье место. В 1998 году изменились весовые рамки категорий и Мария перешла в супертяжёлую категорию (свыше 75 кг) и выиграла бронзу чемпионата мира в 1998 году (12,5 кг колумбийка уступила чемпионке китаянке). Параллельно с карьерой в тяжёлой атлетике Мария продолжала выступать в толкании ядра и метании диска. В 1989, 1993 и 1997 годах Уррутия выигрывала золотые награды в обеих этих дисциплинах на Боливарианских играх, а в 1994 году выиграла метание диска на Южноамериканских играх с результатом 58,08 м.
К Олимпийским играм 2000 года в Сиднее, где впервые в истории были разыграны медали в женской тяжёлой атлетике, Уррутия снизила свой вес и вернулась в тяжёлую весовую категорию (до 75 кг). При этом вес Уррутии при взвешивании на Олимпиаде составил 73,28 кг, что стало решающим фактором в борьбе за награды. В категории до 75 кг соперничество было очень упорным. После рывка с результатом 110 кг лидировали 35-летняя Уррутия и 20-летняя Татьяна Хромова из Казахстана, Го Ихань из Тайваня отставала на 2,5 кг. В толчке Хромова заявила 132,5 кг, но не сумела ни разу поднять этот вес. Уррутия подняла 135 кг во втором подходе, Го Ихань подняла во втором подходе в толчке на 2,5 кг больше и догнала по результату колумбийку. 28-летняя Рут Огбейфо из Нигерии подняла во втором подходе 140 кг и также набрала в сумме 245 кг. В последнем подходе каждая из тяжелоатлеток заявила на 2,5 кг больше своего предыдущего результата. Но ни Уррутия, ни Го Ихань, ни Огбейфо не сумели поднять вес. С учётом равенства результатов судьбу золота решил личный вес спортсменок. Уррутия оказалась самой лёгкой и выиграла золото, Огбейфо (74,20 кг) заняла второе место, Го Ихань (74,52 кг) стала третьей. Победа Марии стала исторической для колумбийского спорта, никогда ранее колумбийцы не выигрывали золото на Олимпийских играх (на счету колумбийцев до этого было 2 серебра и 4 бронзы).
Вскоре после своего триумфа на Олимпиаде Уррутия завершила спортивную карьеру. В 2002 году Уррутия была избрана в нижнюю палату Конгресса Колумбии от Объединённого народного движения (исп. Movimiento Popular Unido), а в 2006 году была переизбрана в парламент от Социального афроколумбийского альянса.